# سبز اس
سبز اس (به انگلیسی: Green S) با فرمول شیمیایی C۲۷H۲۵N۲NaO۷S۲ یک ترکیب شیمیایی با شناسه پاب‌کم ۹۱۵۲۵ است. که جرم مولی آن ۵۷۶٫۶۲ g/mol می‌باشد. 